# Drosanthemum
Genre
Classification phylogénétique
Drosanthemum est un genre de plantes de la famille des Aizoaceae.

## Liste d'espèces
Selon BioLib (29 novembre 2021) :
- Drosanthemum candens (Haw.) Schwantes
- Drosanthemum floribundum (Haw.) Schwantes
- Drosanthemum hispidum (L.) Schwantes
- Drosanthemum speciosum (Haw.) Schwant.

Selon ITIS (29 novembre 2021) :
- Drosanthemum floribundum (Haw.) Schwantes
- Drosanthemum hispidum (L.) Schwantes
- Drosanthemum speciosum (Haw.) Schwantes

Selon NCBI (29 novembre 2021) :
- Drosanthemum acuminatum L.Bolus
- Drosanthemum acutifolium L.Bolus, 1930
- Drosanthemum albiflorum (L.Bolus) Schwantes, 1927
- Drosanthemum ambiguum L.Bolus, 1932
- Drosanthemum anemophilum Van Jaarsv. & S.A.Hammer, 2004
- Drosanthemum archeri L.Bolus, 1930
- Drosanthemum asperulum Delosperma asperulum L.Bolus
- Drosanthemum attenuatum Schwantes, 1927
- Drosanthemum austricola L.Bolus, 1935
- Drosanthemum bicolor L.Bolus
- Drosanthemum boerhavii (Eckl. & Zeyh.) H.E.K.Hartmann, 2011
- Drosanthemum brevifolium Schwantes, 1927
- Drosanthemum calycinum (Haw.) Schwantes
- Drosanthemum candens (Haw.) Schwantes, 1927
- Drosanthemum cereale L.Bolus, 1958
- Drosanthemum chrysum L.Bolus
- Drosanthemum crassum L.Bolus
- Drosanthemum curtophyllum L.Bolus
- Drosanthemum cymiferum L.Bolus, 1931
- Drosanthemum deciduum H.E.K.Hartmann & Bruckm.
- Drosanthemum dejagerae L.Bolus, 1932
- Drosanthemum delicatulum Schwantes, 1927
- Drosanthemum dipageae H.E.K.Hartmann, 2002
- Drosanthemum edwardsiae L.Bolus
- Drosanthemum erigeriflorum (Jacq.) Stearn, 1939
- Drosanthemum expersum Schwantes, 1927
- Drosanthemum flammeum L.Bolus
- Drosanthemum flavum Schwantes, 1927
- Drosanthemum floribundum (Haw.) Schwantes
- Drosanthemum fourcadei Schwantes, 1927
- Drosanthemum framesii L.Bolus, 1928
- Drosanthemum glabrescens L.Bolus, 1930
- Drosanthemum gracillimum L.Bolus
- Drosanthemum hallii L.Bolus, 1967
- Drosanthemum hispidum (L.) Schwantes
- Drosanthemum hispifolium (Haw.) Schwantes
- Drosanthemum inornatum (L.Bolus) L.Bolus
- Drosanthemum intermedium L.Bolus, 1930
- Drosanthemum latipetalum L.Bolus, 1929
- Drosanthemum lavisii L.Bolus, 1935
- Drosanthemum lique (N.E.Br.) Schwantes
- Drosanthemum longipes (L.Bolus) H.E.K.Hartmann
- Drosanthemum luederitzii Schwantes, 1927
- Drosanthemum marinum L.Bolus, 1932
- Drosanthemum micans Schwantes, 1927
- Drosanthemum montaguense L.Bolus
- Drosanthemum muirii L.Bolus, 1930
- Drosanthemum nordenstamii L.Bolus, 1964
- Drosanthemum oculatum L.Bolus, 1932
- Drosanthemum opacum L.Bolus, 1930
- Drosanthemum pallens Schwantes, 1938
- Drosanthemum papillatum L.Bolus
- Drosanthemum parvifolium Schwantes, 1927
- Drosanthemum paxianum Schwantes
- Drosanthemum praecultum Schwantes, 1927
- Drosanthemum prostratum L.Bolus, 1931
- Drosanthemum pulchrum L.Bolus, 1934
- Drosanthemum pulverulentum (Haw.) Schwantes
- Drosanthemum quadratum Klak
- Drosanthemum ramosissimum L.Bolus, 1930
- Drosanthemum schoenlandianum L.Bolus
- Drosanthemum semiglobosum L.Bolus, 1934
- Drosanthemum speciosum Schwantes
- Drosanthemum stokoei L.Bolus
- Drosanthemum striatum Schwantes, 1927
- Drosanthemum subclausum L.Bolus
- Drosanthemum subplanum L.Bolus, 1931
- Drosanthemum tetramerum H.E.K.Hartmann, 2014
- Drosanthemum thudichumii L.Bolus
- Drosanthemum tuberculiferum L.Bolus, 1965
- Drosanthemum uniondalense H.E.K.Hartmann, 2011

Selon The Plant List (29 novembre 2021) :
- Drosanthemum acuminatum L.Bolus
- Drosanthemum acutifolium (L.Bolus) L.Bolus
- Drosanthemum albens L.Bolus
- Drosanthemum albiflorum (L.Bolus) Schwantes
- Drosanthemum ambiguum L.Bolus
- Drosanthemum amomalum L.Bolus
- Drosanthemum anemophilum van Jaarsv. & S.A.Hammer
- Drosanthemum archeri L.Bolus
- Drosanthemum attenuatum (Haw.) Schwantes
- Drosanthemum austricola L.Bolus
- Drosanthemum austricolum L. Bolus
- Drosanthemum autumnale L.Bolus
- Drosanthemum barkerae L.Bolus
- Drosanthemum barwickii L.Bolus
- Drosanthemum bellum L.Bolus
- Drosanthemum bicolor L.Bolus
- Drosanthemum breve L.Bolus
- Drosanthemum brevifolium (Aiton) Schwantes
- Drosanthemum calycinum (Haw.) Schwantes
- Drosanthemum capillare (L.f.) Schwantes
- Drosanthemum cereale L.Bolus
- Drosanthemum chrysum L.Bolus
- Drosanthemum comptonii L.Bolus
- Drosanthemum concavum L.Bolus
- Drosanthemum crassum L.Bolus
- Drosanthemum curtophyllum L.Bolus
- Drosanthemum cymiferum L.Bolus
- Drosanthemum deciduum H.E.K.Hartmann & Bruckm.
- Drosanthemum dejagerae L.Bolus
- Drosanthemum delicatulum (L.Bolus) Schwantes
- Drosanthemum dipageae H.E.K.Hartmann
- Drosanthemum diversifolium L.Bolus
- Drosanthemum duplessiae L.Bolus
- Drosanthemum eburneum L.Bolus
- Drosanthemum edwardsiae L.Bolus
- Drosanthemum erigeriflorum (Jacq.) Stearn
- Drosanthemum filiforme L.Bolus
- Drosanthemum flammeum L.Bolus
- Drosanthemum flavum (Haw.) Schwantes
- Drosanthemum floribundum (Haw.) Schwantes
- Drosanthemum fourcadei (L.Bolus) Schwantes
- Drosanthemum framesii L.Bolus
- Drosanthemum fulleri L.Bolus
- Drosanthemum giffenii (L.Bolus) Schwantes ex H.Jacobsen
- Drosanthemum glabrescens L.Bolus
- Drosanthemum globosum L.Bolus
- Drosanthemum godmaniae L.Bolus
- Drosanthemum gracillimum L.Bolus
- Drosanthemum hallii L.Bolus
- Drosanthemum hermannii (Pax ex Engl.) Schwantes
- Drosanthemum hirtellum (Haw.) Schwantes
- Drosanthemum hispidum (L.) Schwantes
- Drosanthemum inornatum (L.Bolus) L.Bolus
- Drosanthemum insolitum L.Bolus
- Drosanthemum intermedium (L.Bolus) L.Bolus
- Drosanthemum jamesii L.Bolus
- Drosanthemum karrooense L.Bolus
- Drosanthemum latipetalum L.Bolus
- Drosanthemum lavisii L.Bolus
- Drosanthemum laxum L.Bolus
- Drosanthemum leipoldtii L.Bolus
- Drosanthemum leptum L.Bolus
- Drosanthemum lignosum L.Bolus
- Drosanthemum lique (N.E.Br.) Schwantes
- Drosanthemum littlewoodii L.Bolus
- Drosanthemum longipes (L.Bolus) H.E.K.Hartmann
- Drosanthemum macrocalyx L.Bolus
- Drosanthemum maculatum (Haw.) Schwantes
- Drosanthemum marinum L.Bolus
- Drosanthemum martinii L. Bolus
- Drosanthemum mathewsii L.Bolus
- Drosanthemum micans (L.) Schwantes
- Drosanthemum montaguense L.Bolus
- Drosanthemum muirii L.Bolus
- Drosanthemum nitidum (Haw.) Schwantes
- Drosanthemum nordenstamii L.Bolus
- Drosanthemum oculatum L.Bolus
- Drosanthemum opacum L.Bolus
- Drosanthemum parvifolium (Haw.) Schwantes
- Drosanthemum pauper (Dinter) Dinter & Schwantes
- Drosanthemum paxianum (Schltr. & Diels) Schwantes
- Drosanthemum praecultum (N.E.Br.) Schwantes
- Drosanthemum prostratum L.Bolus
- Drosanthemum pulchellum L.Bolus
- Drosanthemum pulchrum L.Bolus
- Drosanthemum pulverulentum (Haw.) Schwantes
- Drosanthemum quadratum Klak
- Drosanthemum ramosissimum (Schult.) L.Bolus
- Drosanthemum roridum L.Bolus
- Drosanthemum roseatum (N.E.Br.) L.Bolus
- Drosanthemum salicolum L.Bolus
- Drosanthemum schoenlandianum (Schltr.) L.Bolus
- Drosanthemum semiglobosum L.Bolus
- Drosanthemum sessile (Thunb.) Schwantes
- Drosanthemum speciosum (Haw.) Schwantes
- Drosanthemum stokoei L.Bolus
- Drosanthemum striatum (Haw.) Schwantes
- Drosanthemum subalbum L.Bolus
- Drosanthemum subclausum L.Bolus
- Drosanthemum subcompressum (Haw.) Schwantes
- Drosanthemum subglobosum (Haw.) Schwantes
- Drosanthemum subplanum L.Bolus
- Drosanthemum subspinosum (Kuntze) H.E.K.Hartmann
- Drosanthemum thudichumii L.Bolus
- Drosanthemum torquatum (Haw.) Schwantes
- Drosanthemum tuberculiferum L.Bolus
- Drosanthemum uniflorum (L.Bolus) Friedrich
- Drosanthemum vandermerwei L.Bolus
- Drosanthemum vespertinum L.Bolus
- Drosanthemum wittebergense L.Bolus
- Drosanthemum worcesterense L.Bolus
- Drosanthemum zygophylloides (L.Bolus) L.Bolus

Selon Tropicos (29 novembre 2021) (Attention liste brute contenant possiblement des synonymes) :
- Drosanthemum acuminatum L. Bolus
- Drosanthemum acutifolium L. Bolus
- Drosanthemum albens L. Bolus
- Drosanthemum albiflorum Schwantes
- Drosanthemum ambiguum L. Bolus
- Drosanthemum amomalum L. Bolus
- Drosanthemum anemophilum Van Jaarsv. & S.A. Hammer
- Drosanthemum anomalum L. Bolus
- Drosanthemum archeri L. Bolus
- Drosanthemum asperulum Schwantes
- Drosanthemum attenuatum Schwantes
- Drosanthemum aureopurpureum L. Bolus
- Drosanthemum austricola L. Bolus
- Drosanthemum austricolum L. Bolus
- Drosanthemum autumnale L. Bolus
- Drosanthemum barkerae L. Bolus
- Drosanthemum barwickii L. Bolus
- Drosanthemum bellum L. Bolus
- Drosanthemum bicolor L. Bolus
- Drosanthemum breve L. Bolus
- Drosanthemum brevifolium Schwantes
- Drosanthemum calycinum Schwantes
- Drosanthemum candens (Haw.) Schwantes
- Drosanthemum capillare Schwantes
- Drosanthemum cereale L. Bolus
- Drosanthemum chrysum L. Bolus
- Drosanthemum collinum Schwantes
- Drosanthemum comptonii L. Bolus
- Drosanthemum concavum L. Bolus
- Drosanthemum crassum L. Bolus
- Drosanthemum croceum L. Bolus
- Drosanthemum curtophyllum L. Bolus
- Drosanthemum cymiferum L. Bolus
- Drosanthemum deciduum H.E.K. Hartmann & Bruckm.
- Drosanthemum dejagerae L. Bolus
- Drosanthemum delicatulum Schwantes
- Drosanthemum dipageae H.E.K. Hartmann
- Drosanthemum diversifolium L. Bolus
- Drosanthemum duplessiae L. Bolus
- Drosanthemum eburneum L. Bolus
- Drosanthemum edwardsiae L. Bolus
- Drosanthemum erigeriflorum Stearn
- Drosanthemum expersum Schwantes
- Drosanthemum filiforme L. Bolus
- Drosanthemum flammeum L. Bolus
- Drosanthemum flavum Schwantes
- Drosanthemum floribundum (Haw.) Schwantes
- Drosanthemum fourcadei Schwantes
- Drosanthemum framesii L. Bolus
- Drosanthemum fulleri L. Bolus
- Drosanthemum giffenii Schwantes ex H. Jacobsen
- Drosanthemum glabrescens L. Bolus
- Drosanthemum globosum L. Bolus
- Drosanthemum godmaniae L. Bolus
- Drosanthemum gracillimum L. Bolus
- Drosanthemum hallii L. Bolus
- Drosanthemum hermannii Schwantes
- Drosanthemum hirtellum Schwantes
- Drosanthemum hispidum (L.) Schwantes
- Drosanthemum hispifolium Schwantes
- Drosanthemum inornatum L. Bolus
- Drosanthemum insolitum L. Bolus
- Drosanthemum intermedium L. Bolus
- Drosanthemum jamesii L. Bolus
- Drosanthemum karrooense L. Bolus
- Drosanthemum latipetalum L. Bolus
- Drosanthemum lavisii L. Bolus
- Drosanthemum laxum L. Bolus
- Drosanthemum leipoldtii L. Bolus
- Drosanthemum leptum L. Bolus
- Drosanthemum lignosum L. Bolus
- Drosanthemum lique Schwantes
- Drosanthemum littlewoodii L. Bolus
- Drosanthemum longipes (L. Bolus) H.E.K. Hartmann
- Drosanthemum luederitzii Schwantes
- Drosanthemum macrocalyx L. Bolus
- Drosanthemum maculatum Schwantes
- Drosanthemum marinum L. Bolus
- Drosanthemum martinii L. Bolus
- Drosanthemum mathewsii L. Bolus
- Drosanthemum micans Schwantes
- Drosanthemum montaguense L. Bolus
- Drosanthemum muirii L. Bolus
- Drosanthemum nitidum Schwantes
- Drosanthemum nordenstamii L. Bolus
- Drosanthemum obliquum Schwantes
- Drosanthemum oculatum L. Bolus
- Drosanthemum opacum L. Bolus
- Drosanthemum pallens Schwantes
- Drosanthemum papillatum L. Bolus
- Drosanthemum parvifolium Schwantes
- Drosanthemum pauper Dinter & Schwantes
- Drosanthemum paxianum Schwantes
- Drosanthemum pickhardii L. Bolus
- Drosanthemum praecultum Schwantes
- Drosanthemum prostratum L. Bolus
- Drosanthemum pulchellum L. Bolus
- Drosanthemum pulchrum L. Bolus
- Drosanthemum pulverulentum Schwantes
- Drosanthemum quadratum Klak
- Drosanthemum ramosissimum L. Bolus
- Drosanthemum robustum L. Bolus
- Drosanthemum roridum L. Bolus
- Drosanthemum roseatum L. Bolus
- Drosanthemum salicolum L. Bolus
- Drosanthemum schoenlandianum L. Bolus
- Drosanthemum semiglobosum L. Bolus
- Drosanthemum sessile Schwantes
- Drosanthemum speciosum Schwantes
- Drosanthemum splendens L. Bolus
- Drosanthemum stokoei L. Bolus
- Drosanthemum striatum Schwantes
- Drosanthemum strictifolium L. Bolus
- Drosanthemum subalbum L. Bolus
- Drosanthemum subclausum L. Bolus
- Drosanthemum subcompressum Schwantes
- Drosanthemum subglobosum Schwantes
- Drosanthemum subplanum L. Bolus
- Drosanthemum subspinosum H.E.K. Hartmann
- Drosanthemum tardum L. Bolus
- Drosanthemum thudichumii L. Bolus
- Drosanthemum torquatum Schwantes
- Drosanthemum tuberculiferum L. Bolus
- Drosanthemum uniflorum Friedr.
- Drosanthemum vaginatum L. Bolus
- Drosanthemum vandermervei L. Bolus
- Drosanthemum vespertinum L. Bolus
- Drosanthemum wittebergense L. Bolus
- Drosanthemum worcesterense L. Bolus
- Drosanthemum zygophylloides L. Bolus